# 吉田浩 (アナウンサー)
吉田 浩（よしだ ひろし、1973年8月2日 - ）は、NHKのチーフアナウンサー。

## 人物
早稲田大学卒業後、1998年に入局。

## 嗜好・挿話
- 3局目の京都局では夕方のニュースだけではなくサッカー関連の番組も担当し、京都サンガF.C.の動向を追い続けていた。
- 愛称の「ヒロシーニョ」は、サッカー担当の中から生まれたもので、京都局のサイトで試合観戦記を連載していた。

## 担当番組・業務
☆は担当中。
高知放送局時代
- 高知県のニュース・中継・リポート
- てれごじ。KOCHI

徳島放送局時代
- 徳島県のニュース・中継・リポート
- カフェあわまる
- ほっとイブニング徳島（キャスター）

京都放送局時代
- ニュース610 京いちにち（メインキャスター）
- Jリーグ中継（ローカル実況、ベンチリポート）他スポーツ中継（サッカー、高校野球、ロードレースなど）
- 競馬中継（2009年桜花賞パドック担当）
- NHK新人演芸大賞（2009年、藤本美貴とともに司会を担当）
- 直伝 和の極意（Eテレ） 
  - 「これであなたも着物美人」（2011年8月） 進行
  - 「華麗優雅・にっぽんの色を染める人」（2012年1月） 語り

大阪放送局時代（2009年度 - 2012年度）
- 関西のニュース・中継・リポート
- ウイークエンド関西（2010年度 - 2012年度）
- 2011年3月の東北地方太平洋沖地震では、仙台放送局に応援で派遣され、災害情報を中心にローカルニュースを担当した。

東京アナウンス室時代（1度目）（2012年8月 - 2015年6月）
- ふるさと自慢うた自慢&ふるさと自慢コンサート
- 首都圏ネットワーク（2014年8月11日 - 15日、夏休みの田中洋行の代理キャスター）
- 小さな旅（2011年8月21日放送（初回放送）「なにわの街に魅せられて〜大阪駅界わい〜」）
- ニュースウオッチ9、NEWS WEB ニュースリーダー（2013年8月5日 - 16日）真下貴の夏休みに伴う代理
- さわやか自然百景 ナレーション
  - 大阪城公園（2012年6月24日）
  - 越前海岸・玄達瀬（2016年9月4日）

福井放送局時代（2015年7月 - 2018年6月）
- 放送部副部長（アナウンス統括）
- 福井県のニュース・中継・リポート
- ニュースザウルスふくい（編集責任者・川崎寛司、角谷直也のキャスター代行など）
- おはよう福井（不定期）
- ニュースザウルス845（不定期）
- さらさらサラダ福井（編集責任者）
- 福井放送局制作番組の編集責任者

東京アナウンス室時代（2度目）（2018年7月 - 2022年6月）
- 首都圏ネットワーク リポーター・ニュースリーダー（2018年7月2日 - 2020年7月）[注釈 1]
- ニュース・気象情報・リポート（主に関東甲信越ローカル）
- 首都圏ニュース845（2018年7月19日、9月19日、25日、10月26日、12月21日、2019年2月15日、19日、3月5日、6日、2020年7月6日）
- 首都圏ネットワーク（田所拓也の代理キャスター）（2018年10月29日 - 11月2日）
- NHKけさのニュース（ラジオ第1）（土日祝日・不定期 7:00 - 7:15）
- 2018年12月には水戸放送局に応援で派遣され、ローカルニュースを担当した。（2018年12月10日、12月11日、12月12日）
- 生中継! 京都五山送り火（リポーター・2019年8月16日）
- 古典芸能への招待「人間国宝　野村万作の至芸」（語り・2019年8月25日）
- マイあさ!（ラジオ第1）（小見誠広の代理ニュースリーダー・2019年10月7日 - 11日）、（三橋大樹の代理ニュースリーダー・2021年2月24日 - 26日）
- 世界らん展2020「花と緑の祭典」（語り・2020年2月16日）
- NHKジャーナル（山田康弘の代理キャスター）（2020年3月16日 - 19日）
- ラジオニュース（正午、NHKきょうのニュースなど）（2020年12月20日）
- NHKニュースおはよう日本（リポーター：2020年8月31日 - 2022年6月）
- ニュース645（不定期）
- ニュース・気象情報（不定期）
- ラジオニュース（不定期）

大阪放送局時代（2度目）（2022年7月 - 2024年11月）
- 関西のニュース
- 関西発ラジオ深夜便（アンカー：2023年8月18日 - 19日）
- 令和6年能登半島地震の緊急対応による福井放送局（勤務経験有）への応援派遣
  - 福井県のニュース（2024年1月6日 - 8日）
- 令和6年能登半島地震の緊急対応による金沢放送局への応援派遣
  - 能登半島地震石川県のニュース・ライフライン情報（19時30分台、2024年2月9日）
  - ニュースいしかわ845（2024年2月9日、2月13日）
  - ウィークエンド中部（2024年2月10日） - 能登半島地震関連ニュース
  - 能登半島地震石川県のニュース・ライフライン情報（10時50分台、2024年2月11日）
  - 能登半島地震石川県のニュース・ライフライン情報（18時5台、2024年2月11日） - ニュースリーダー（ライフライン情報のみ）
  - 能登半島地震石川県のニュース・ライフライン情報（2024年2月12日[注釈 2]）
  - おはよう石川（2024年2月14日）

名古屋放送局時代（2024年12月 - ）
- ☆東海3県・東海北陸のニュース
- ☆ニュース845東海（宿直勤務時）
- ☆緊急報道（名古屋放送局発）
- ☆アナウンサーの育成・PR隊長[注釈 3]
- ☆デスク業務